# Фендер
„Фендер“ (на английски: Fender Musical Instruments Corporation) в Скотсдейл, щата Аризона, САЩ е компания за китари, основана от Лео Фендер през 1940 г.

## История
Тя е първата компания, която пуска на пазара електрически китари с тяло от плътно дърво. Първата такава е „Телекастър“ (тогава носещ името „Броудкастър“) и излиза през 1951 г.
Произвежда струнни инструменти и усилватели като електрически китари с тяло от плътно дърво (solidbody), най-популярни сред които са Stratocaster и Telecaster.
Компанията, която преди това е носила името Fender Electric Instrument Manufacturing Company, е основана във Fullerton, Калифорния, от Кларънс Леонидас „Лео“ Фендер през 1946 г. Той е проектирал някои от първите комерсиално успешни solidbody електрически бас-китари, а именно Precision Bass (P-Bass), който е станал много популярен в рок, джаз, кънтри, фънк и други музикални стилове.

## Китари

### Електрически китари
- Fender Broadcaster
- Fender Telecaster
- Fender Stratocaster
- Showmaster
- Stratocaster XII
- Prodigi
- Mustang
- Jaguar
- Jazzmaster
- Telesonic
- Strat VG

### Бас китари
- Precision Bass
- Jazz Bass